# Desmoscolex conurus
Desmoscolex conurus är en rundmaskart som beskrevs av Steiner 1916. Desmoscolex conurus ingår i släktet Desmoscolex och familjen Desmoscolecidae. Inga underarter finns listade i Catalogue of Life.